# 저스틴 커크
저스틴 커크(Justin Kirk, 1969년 5월 28일 ~ )는 미국의 배우이다.

## 출연 작품

### 영화
- 울프 (1994) - 크레디트 미기재
- 미스터 모건스 라스트 러브 (2013)
- 바이스 (2018) - 스쿠터 리비 역

### 텔레비전
- New York News (1995)
- 위즈 (2005-12)